# NGC 2670
NGC 2670 is een open sterrenhoop in het sterrenbeeld Zeilen. Het hemelobject werd op 18 februari 1836 ontdekt door de Britse astronoom John Herschel.

## Synoniemen
- OCL 764
- ESO 210-SC5